# Pygmaeosomatidae
Pygmaeosomatidae é uma família de milípedes pertencente à ordem Chordeumatida.
Géneros:
- Betscheuma Mauriès, 1994
- Hendersonula Pocock, 1903
- Pygmaeosoma Carl, 1941